# Murony
Murony é um município da Hungria, situado no condado de Békés. Tem 35,7 km² de área e sua população em 2015 foi estimada em 1.095 habitantes.